# Johann Jakob Sulzer (Unternehmer, 1806)

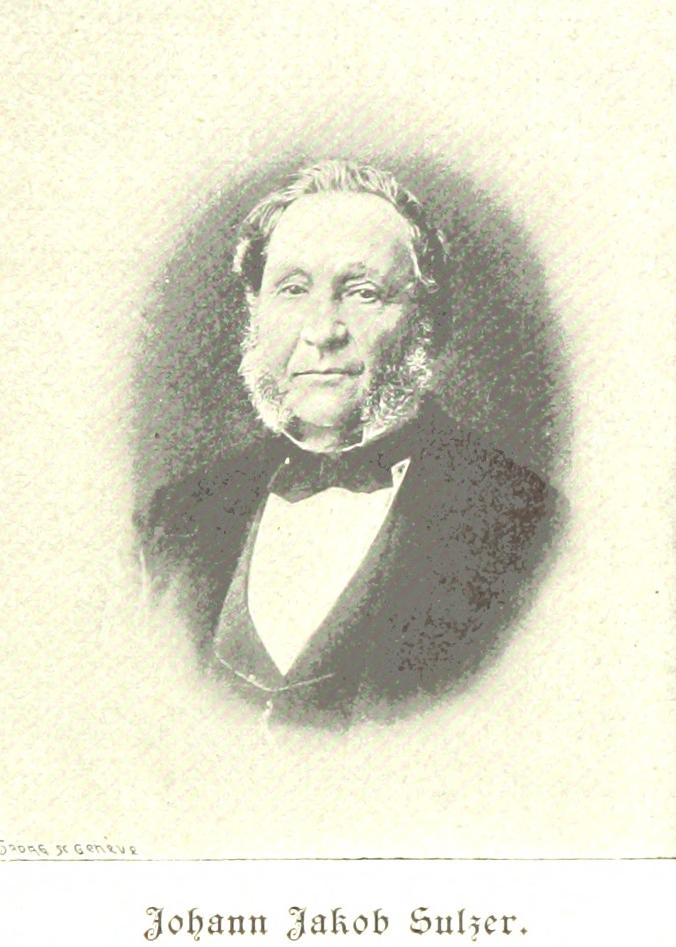
Johann Jakob Sulzer-Hirzel

Johann Jakob Sulzer, auch Johann Jakob Sulzer-Hirzel (* 23. November 1806 in Winterthur; † 29. Juni 1883 ebenda), war ein Schweizer Unternehmer und Eisengiesser. 1834 gründete Sulzer zusammen mit seinem gleichnamigen Vater und seinem Bruder Salomon eine neue Eisengiesserei, aus der 1836 die Gebrüder Sulzer hervorging.

## Leben
Johann Jakob Sulzer wurde als Sohn des gleichnamigen Vaters, Johann Jakob Sulzer, und dessen Gemahlin Anna Catharina Neuffert in Winterthur geboren. Er absolvierte in der Eisengiesserei Stadtgraben, welche seinem Vater gehörte, eine Ausbildung zum Dreher und Messinggiesser. Zwischen 1827 und 1830 befand sich Sulzer auf Wanderschaft, unter anderem in Le Locle, Morges, Lyon und Paris. Ebenda besuchte er Vorlesungen am Conservatoire des arts et métiers. Bis 1832 arbeitete er als Assistent von Vincent Le Blanc, dem Begründer einer neuen Methode des Maschinenzeichnens.